# Чуварлейка (Арзамаський район)
Чуварлейка (рос. Чуварлейка) — присілок в Арзамаському районі Нижньогородської області Російської Федерації.
Населення становить 54 особи. Входить до складу муніципального утворення Березовська сільрада.

## Історія
Від 2009 року входить до складу муніципального утворення Березовська сільрада.

## Населення
| 1999 | 2002 | 2010 |
| ---- | ---- | ---- |
| 75   | ↘49  | ↗54  |